# Woche für das Leben (Deutschland)
Die Woche für das Leben war von 1991 bis 2024 eine Aktionswoche der evangelischen und katholischen Kirchen in Deutschland mit jährlich wechselnden Themenschwerpunkten.

## Geschichte
Die Woche für das Leben wurde seit 1991 begangen und ging auf eine Initiative des Zentralkomitees der deutschen Katholiken (ZdK) sowie der Deutschen Bischofskonferenz (DBK) zurück. Von 1994 bis 2024 nahm auch der Rat der Evangelischen Kirche in Deutschland (EKD) an dieser Initiative teil.
Die Woche selbst (Start jeweils am zweiten Samstag nach Ostersonntag) bestand aus Veranstaltungen in kirchlichen Einrichtungen und Gemeinden, die zugleich als Forum für Information und Diskussion sowie als Meinungsäußerung der Kirchen in Deutschland dienen sollen. Vom Selbstanspruch der beteiligten Kirchen her diente die Woche für das Leben der gesellschaftlichen Bewusstseinsförderung für Gefährdungen des menschlichen Lebens, zu dessen Schutz aufgerufen wurde. Einen Hauptschwerpunkt bildeten die Themen der Lebensrechtsbewegung.
Im Juni 2023 gab die EKD bekannt, in Zukunft nicht mehr Teil der Woche für das Leben sein zu wollen und begründete dies mit der nur noch geringen Öffentlichkeitswirksamkeit der Veranstaltungswoche. Im April 2024 fand daher die letzte Woche für das Leben in Rüdesheim statt. In Österreich existiert auch weiterhin eine Woche für das Leben, die von der dortigen katholischen Kirche veranstaltet wird.

## Themen
- 2024: „Generation Z(ukunft). Gemeinsam. Verschieden. Gut.“
- 2023: „Generation Z(ukunft). Sinnsuche zwischen Angst und Perspektive“
- 2022: „Mittendrin. Leben mit Demenz“
- 2020: (verschoben auf 2021) „Leben im Sterben“
- 2019: „Leben schützen. Menschen begleiten. Suizide verhindern.“
- 2018: „Kinderwunsch. Wunschkind. Unser Kind!“
- 2017: „Kinderwunsch – Wunschkind – Designerbaby: Wie weit gehen?“
- 2016: „Welt- und Selbstgestaltung im hohen Alter“
- 2015: „Sterben in Würde“
- 2014: „Herr, Dir in die Hände“
- 2013: „Engagiert für das Leben: Zusammenhalt gestalten“
- 2012: „Engagiert für das Leben: Mit allen Generationen“
- 2011: „Engagiert für das Leben: Einsatz mit Gewinn“
- 2010: „Gesund oder krank – von Gott geliebt / Gesunde Verhältnisse“
- 2009: „Gesund oder krank – von Gott geliebt / Gemeinsam mit Grenzen leben“
- 2008: „Gesund oder krank – von Gott geliebt / Gesundheit – höchstes Gut?“
- 2007: „KinderSegen – Hoffnung für das Leben / Mit Kindern in die Zukunft gehen“
- 2006: „KinderSegen – Hoffnung für das Leben / Von Anfang an uns anvertraut“
- 2005: „KinderSegen – Hoffnung für das Leben / Mit Kindern ein neuer Aufbruch“
- 2004: „Um Gottes Willen für den Menschen! / Die Würde des Menschen am Ende seines Lebens“
- 2003: „Um Gottes Willen für den Menschen! / Chancen und Grenzen des medizinischen Fortschritts“
- 2002: „Um Gottes Willen für den Menschen! / Von Anfang an das Leben wählen statt auswählen“
- 2001: „Menschen würdig pflegen“
- 2000: „Leben als Gottes Bild“
- 1999: „Gottes Erde – Zum Wohnen gemacht / Unsere Verantwortung für die Schöpfung“
- 1998: „Worauf du dich verlassen kannst / Miteinander leben in Ehe und Familie“
- 1997: „Jedes Kind ist l(i)ebenswert / Leben annehmen statt auswählen“
- 1996: „Leben bis zuletzt / Sterben als Teil des Lebens“
- 1995: „Sinn statt Sucht“
- 1994: „unBehindert miteinander leben“
- 1993: „Leben im Alter“
- 1992: „Kinderfreundliche Gesellschaft“
- 1991: „Schutz des ungeborenen Kindes“

## Audio
- Risse in der Ökumene: Die Kirchen driften bioethisch auseinander, 9.58 Minuten Audio-Version, von Michael Hollenbach, Deutschlandfunk 23. April 2024